# Casa Dr. Emanuel Kohn
Casa Dr. Emanuel Kohn, cunoscută și sub numele de Casa Dr. Samuel Kohn, este o clădire istorică situată în Timișoara, pe Bulevardul 3 August 1919, nr. 31.
Face parte din Situl urban „Fabric” (II), monument istoric cod LMI TM-II-s-B-06097.

## Istorie
A fost construită în anul 1935 după planurile arhitectului Albert Kristóf-Krausz, antreprenori fiind Carol Müller și Galasch, comanditarul fiind dr. Samuel Kohn. Este singura clădire de pe Bulevardul 3 August 1919 construită dupa anul 1914.
Înaintea construirii actualei clădiri, pe aceeași locație se afla o altă clădire cu un singur nivel, care găzduia magazinul Szimberger & Baumwinkler, specializat în produse manufacturate, textile și galanterie.
Potrivit cărții intitulate "Pe urmele Timișoarei evreiești. Mai mult decât un ghid" scrisă de Geta Neumann în 2019, imobilul a fost deținut de către doctorul evreu Samuel Kohn. Ulterior, dr. Samuel Kohn și-a predat cabinetul fiului său, doctorul pediatru Emanuel Kohn, care a continuat activitatea medicală în această clădire.
Printre chiriașii casei s-a numărat și familia Wilkovits-Sarolta, care a supraviețuit lagărului de concentrare Auschwitz. Gheorghe Wilkovits, un membru al familiei, a devenit președintele Comunității Evreilor din Timișoara în anul 1956 și a ocupat această funcție timp de mai mulți ani.

## Descriere
Clădirea este construită în stil modern internațional, aparținând curentului cubist.